# Protecteurs de la Patrie
Les Protecteurs de la Patrie (arménien : Պաշտպան Հայրենեաց, Bachdban Hayreniats ; en anglais Protectors of the Fatherland) est une organisation secrète armée et révolutionnaire arménienne fondée en mai 1881 à Erzurum, dans l'Empire ottoman. Elle a comporté plusieurs centaines de membres mais finit par être dissoute en novembre 1882 après l'arrestation et le procès de ses principaux dirigeants.

## Historique
Les Protecteurs de la Patrie sont fondés en mai 1881 à Erzurum avec pour objectif d'armer la population arménienne locale face aux exactions commises par les Turcs, les Kurdes et les Circassiens. L'organisation est fondée par Khatchadour Kerektsian, Garabed Nishkian, Hagop Ichkalatsian, Aleksan Yethelikian, Hovhannès Asturian et Yeghiche Tursunian ; ce sont les deux premiers qui en sont les dirigeants principaux.
L'organisation commence à se constituer dès 1880, période pendant laquelle il est probable qu'elle se nomme « Conseil suprême » (Գերագույն խորհուրդ) et qu'elle est dirigée depuis Tiflis par le docteur Bagrat Navasardian. Il est aussi possible que les Protecteurs de la Patrie soient le résultat de la fusion entre ce Conseil suprême et d'une « Société agricole » fondée par Khatchadour Kerektsian, nom choisi pour éloigner les soupçons.
Les statuts des Protecteurs de la Patrie ne sont pas écrits mais mémorisés par ses membres. Ceux-ci sont organisés en groupes de dix, sans qu'il soit possible pour eux de connaître l'identité de tous les membres du comité central. Devenir membre n'est possible que par parrainage. Trois mois après la fondation des Protecteurs de la Patrie, on estime à plusieurs centaines le nombre de membres à Erzeroum. L'organisation se charge de vendre à prix coûtant ou parfois même de donner armes et munitions à ses membres.
Cette rapide expansion encourage les Protecteurs de la Patrie à continuer d'augmenter leurs effectifs, leur influence et leurs fonds. L'évêque arménien d'Erzeroum, Malachie Ormanian, informe le patriarche arménien de Constantinople, Nersès Varjapétian, de l'existence de l'organisation, qui l'approuve. À l'automne 1881, Khatchadour Kerektsian part en voyage pour obtenir du soutien pour son organisation : il se rend ainsi à Van, où il rencontre Mkrtich Khrimian, puis en Russie, où il entre en contact avec Grigor Artsruni, le rédacteur-en-chef de Mshak. Garabed Nishkian se rend aussi en Russie à deux reprises pour lever des fonds auprès des Arméniens de Russie : il y fait un premier séjour de trois mois à partir de novembre 1881, puis un second de la même durée à partir d'août 1882. À l'occasion de ce second voyage, une brochure est éditée en plusieurs exemplaires, dont un finit dans les mains des autorités ottomanes le 25 novembre 1882.
Cette découverte mène presque immédiatement à l'arrestation de centaines de membres tandis que les dirigeants des Protecteurs de la Patrie fuient vers Tiflis. Le Patriarcat arménien de Constantinople en appelle alors à la Sublime Porte pour qu'elle fasse preuve de clémence et qu'elle mette en œuvre les réformes promises en Arménie ottomane par le Traité de Berlin (1878), meilleur moyen selon elle de mettre fin aux velléités rébellionnaires des Arméniens. 26 personnes sont jugées début 1883 à Erzerum, puis de nouveau en juin après l'intervention de la Cour d'appel de Constantinople. Au terme du jugement, une quarantaine de membres sont condamnés à diverses peines de prison, la plus importante étant celle de Khatchadour Kerektsian, qui est condamné à quinze ans, tandis que la plupart des personnes arrêtées sont relâchées par le Sultan le 22 juin 1884 grâce aux négociations menées par Malachie Ormanian et Nersès Varjapétian. Khatchadour Kerektsian, Hagop Ichkalatsian et Hovhannès Asturian sont finalement libérés en septembre 1886. L'historienne Louise Nalbandian note le caractère inédit d'un tel procès, tant par le nombre de personnes inculpées que par les catégories très diverses de la population arménienne dont elles sont issues. Elle insiste aussi sur l'influence très importante laissée par cette organisation sur le mouvement de libération nationale arménien.